# Zizania

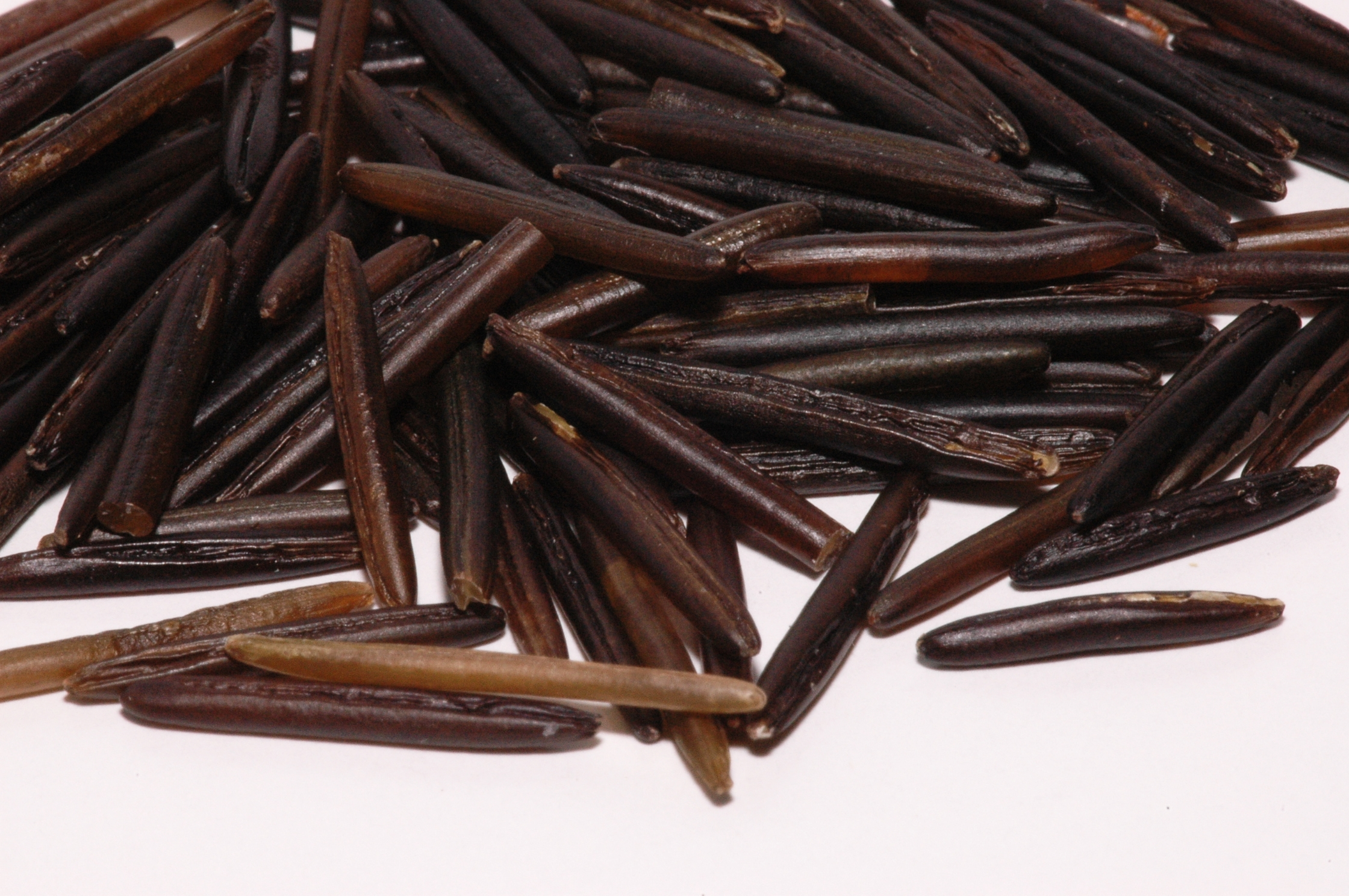
Grans de Zizania palustris

Zizania és un gènere de plantes de la família de les poàcies, ordre de les poals, subclasse de les commelínides, classe de les liliòpsides, divisió dels magnoliofitins.

## Taxonomia
- Zizania aquatica L.
  - Zizania aquatica var. angustifolia Hitchc.
    - Zizania aquatica subsp. angustifolia (Hitchc.) Tzvelev

  - Zizania aquatica var. aquatica
    - Zizania aquatica subsp. aquatica

  - Zizania aquatica var. brevis Fassett
    - Zizania aquatica subsp. brevis (Fassett) S.L. Chen

  - Zizania aquatica var. interior Fassett
  - Zizania aquatica var. latifolia (Griseb.) Kom.
  - Zizania aquatica var. subbrevis B. Boivin
- Zizania aristata (Retz.) Kunth
- Zizania bonariensis Balansa & Poitr.
- Zizania caduciflora (Turcz. ex Trin.) Hand.-Mazz.
- Zizania ciliata (Retz.) Spreng.
- Zizania clavulosa Michx.
- Zizania dahurica Turcz. ex Steud.
- Zizania effusa Sm.
- Zizania fluitans Michx.
- Zizania interior (Fassett) Rydb.
- Zizania latifolia (Griseb.) Turcz. ex Stapf
- Zizania lenticularis (Michx.) Steud.
- Zizania mezii Prod.
- Zizania microstachya Nees ex Trin.
- Zizania miliacea Michx.
- Zizania mutica Larrañaga
- Zizania palustris L.
  - Zizania palustris var. interior (Fassett) Dore
    - Zizania palustris subsp. interior (Fassett) S.L. Chen

  - Zizania palustris var. palustris
    - Zizania palustris subsp. palustris
- Zizania subtilis (Tratt.) Raspail
- Zizania terrestris L.
- Zizania texana Hitchc.